# Tracy Does Conan
"Tracy Are Conan" este al șaptelea episod al primului sezon de 30 Rock de la NBC. Acesta a fost scris în seria "creatorul si producătorul executiv, Tina Fey" si a fost regizat de către unul dintre producătorii de supraveghere a sezonului, Adam Einstein. Ea mai întâi a fost difuzată la 7 decembrie 2006, în Statele Unite și 29 noiembrie 2007 în Regatul Unit. Stele de oaspeți în episodul inclus Katrina Bowden, Kevin Brown, Grizz Chapman, Rachel Dratch, Dave Finkel, Steve Hollander, Johnnie mai, Maulik Pancholy, Chris Parnell, Aubrey Plaza, Keith Powell, R. N. Rao și Dean Winters. Conan O'Brien a apărut ca el însuși în acest episod. Episodul marchează prima apariție a lui Chris Parnell ca personaj recurent, Dr. Leo Spaceman.
Acest episod se învârte în jurul lui Liz Lemon (interpretata de Tina Fey) și Pete Hornberger (Scott Adsit) încercarea de a obține Tracy Jordan (Tracy Morgan) pentru a face o apariție de succes la Late Night cu Conan O'Brien, un talk-show de noapte târziu. Aceste încercări sunt complicate atunci când Tracy are o reacție de rău la pastile prescrise de Dr. Leo Spaceman și înnebunea temporar.. Între timp, Jack Donaghy (Alec Baldwin) se pregătește să dea un discurs la Waldorf-Astoria.

## Rezumat
Oferind în același timp o donare de sânge, Liz dezvăluie că ea intenționează să se despartă de prietenul ei, Dennis Duffy (Dean Winters). În drum spre biroul ei, ea conduce în Jenna Maroney (Jane Krakowski), care arată că Jack a "lovit" ei să apară pe Late Night cu Conan O'Brien. El a decis să pună Tracy pe locul ei în loc. Atunci când Liz nu poate schimba mintea lui Jack, Jenna amenință să renunțe la locul ei de muncă. În această scenă, Jenna discută viitorul și greu de pronunțatul ei film "Rural Juror."
Pe măsură ce timpul trece, 6 pm, se apropie cu repeziciune. Tracy începe să se comporte ciudat. Liz și Pete descoperă că el nu a luat în mod corect medicamentele. Liz solicită doctorullui lui Tracy, Dr. Leo Spaceman (Chris Parnell), că nu nu dă instrucțiuni cu privire la medicație. Liz dă instrucțiuni lui Kenneth Parcell (Jack McBrayer), care trebuie să viziteze mai multe farmacii identice până când găsește cea corectă, care va avea noi medicamente pentru Tracy. Încercările lui Liz și Pete pentru a obține un rol luiTracy la etapa Late Night sunt complicate și mai mult că Jack o solicită insistent pe Liz în biroul său să ceară sfatul ei pe un discurs ce el îl va citi la The Waldorf Astoria. Tracy apare în cele din urmă la Late Night doar pentru a cădea imediat adormită după statul jos.
Liz intră în apartamentul ei, după incidentul lui Conan  iar Dennis era așezat pe patul lor de joc Halo. El a spus lui Liz că i-a luat un cheeseburger. Eaa luat  o mușcătură și adoarme ascultând jocul lui video.

## Producție
Rachel Dratch, partener de comedie vechi și coleg în Saturday Night Live , a fost pus inițial să o înfățișeze pe Jenna. Dratch a jucat rolul unui pilot original al show-ului, dar în august 2006, Jane Krakowski a fost anunțat de înlocuirea lui Dratch de către producătorul executiv, Lorne Michaels. A anunțat că în timp ce Dratch nu ar juca o serie regulată, ea va apărea în diferite episoade într-un rol diferit. În acel episod, ea a jucat o halucinație a lui Tracy, pe care a numit-o dude albastru.

.Chris Parnell, care a jucat pe Dr. Leo Spaceman în acel episod, a apărut în distribuția principală a Saturday Night Live, o serie săptămânală de comedie ce va fi difuzată pe NBC în Statele Unite. Tina Fey a fost scriitorul cap al emisiunii Saturday Night Live din 1999 până în 2006. Diverși membri din Saturday Night Live au apărut pe 30 Rock. În acești membri se includ: Rachel Dratch, Fred Armisen, Kristen Wiig, Will Forte, Jason Sudeikis și Molly Shannon. Tina Fey și Tracy Morgan amândoi au făcut parte din distribuția principală a Saturday Night Live. Alec Baldwin a găzduit, de asemenea, Saturday Night Live , de șaisprezece ori, cel mai mare număr de episoade de orice gazdă a seriei.
Star Wars este frecvent menționat în 30 Rock, începând cu episodul pilotului, în care Tracy Jordan este văzută strigând că ea este un Jedi. Liz Lemon recunoaște faptul că este un mare fan al Star Wars, spunând că ea a privit de multe ori cu Pete Hornberger, și spunând că s-a îmbrăcat ca personajul Star Wars, Prințesa Leia pe parcursul a patru Halloweens. Fey, un fan al Star Wars, a declarat că gluma gluma săptămânală Star Wars "a început să se întâmple în mod organic", atunci când echipajul și-a dat seama că au avut o referință Star Wars ", în aproape fiecare spectacol". Fey a spus că de atunci încolo ", a devenit un lucru pe care ei au încercat să-l păstreze, și că, chiar dacă acesta nu ar putea include unul în fiecare episod, au avut încă o "medie destul de marepusă la bătaie". Fey s-a referit cel mai mult la Robert Carlock,pe  care l- a descris ca fiind "expertul rezident". Star Wars face referire în acest episod, la momentul când Tracy Jordan se identifică cu personajul Chewbacca..
Episodul prezentat pe scurt de actrița Aubrey Plaza,  va apărea mai târziu pe NBC " spectacol Parcuri și Agrement", ca o pagină de NBC -ca   un loc de muncă pe care l-a avut de fapt, în momentul respectiv..

## Recepție
"Tracy Does Conan", a adus în medie  6.84 de milioane de telespectatori americani. Acest episod a realizat un 3.2 / 8 dintr-o cheie demografică de18-49, în această categorie. Motorul 3.2 se referă la 3,2% din totalul-49 de ani 18- în SUA și 8 se referă la 8% din totalul tinerilor în vârstă de 49 de ani pentru a 18- uitam la televizor la momentul difuzării, în SUA. În Regatul Unit, episodul a atras 400.000 de telespectatori, care a avut o pondere de 3% din audiența de vizionare la momentul difuzării.

Mat Webb Mitovich de la  Ghidul TV, a spus că, deși "30 Rock ne-a dat deja un alt riff despre cât este de  sălbatic și nebun este Tracy Jordan", seria a fost într-adevăr pe măsura ei. Mitovich s-a bucurat de aparițiile lui Dratch și Parnell,cu  etichetarea din urmă ca punctul culminant al episodului. Robert Canning de la IGN a spus că episodul "nu a reușit să livreze aurul de benzi desenate pe care l-am așteptat" Canning a sperat că povestea lui Tracy ar fi un ", complot destul de simplu și subtil", în contrast cu seria wackiness, a avut o reputație dar a fost găsită neamuzantă. Recenzorii nu s-au bucurat de  aparițiile lui Dratch și Winters, și au simțit că Conan O'Brien nu a fost folosit la întregul său potențial. Canning a evaluat episodul 5 din 10.
Tina Fey a scris pentru acest episod care i-a adus o nominalizare pentru Primetime Emmy Award pentru merite Deosebite Scris într-un serial de Comedie, , dar a pierdut premiul pentru Greg Daniels de Birou pentru episodul "Gay Vânătoare de Vrăjitoare".

## References
1. 1 2  Writer: Tina Fey; Director: Adam Bernstein (7 decembrie 2006). „Tracy Does Conan”. 30 Rock. Sezonul 1. Episodul 7. NBC Universal. NBC.
2. ↑  „Alec Baldwin/Christina Aguilera”. Saturday Night Live. Sezonul 32. Episodul 5. 11 noiembrie 2006. NBC Universal. NBC.
3. ↑  „The Tonight Show with Jay Leno - Aubrey Plaza - Video”. The Tonight Show with Jay Leno. NBC. Accesat în 7 septembrie 2010.
4. ↑  Holmwood, Leigh (30 noiembrie 2007). „Nearly 7m watch Cerys eviction”. Media Guardian. Accesat în 27 iulie 2008.
5. ↑  Canning, Robert (2006-12-08). "30 Rock: "Tracy Does Conan" Review".
6. ↑  „The 59th Primetime Emmy Awards and Creative Arts Emmy Awards Nominees are..”. Academy of Television Arts & Sciences. Accesat în 18 februarie 2008.
7. ↑  „Academy of Television Arts and Sciences 59th Primetime Emmy Awards” (Press release). Academy of Television Arts & Sciences. 16 septembrie 2007. Accesat în 18 februarie 2008.